# Präsident der Republik Korea
Der Präsident der Republik Korea (koreanisch: 대한민국 대통령) ist das Staatsoberhaupt des auf dem südlichen Teil der koreanischen Halbinsel gelegenen Staates, der auch als Südkorea bezeichnet wird.
Laut Verfassung ist nur eine einmalige Amtszeit möglich.
Der amtierende Präsident ist seit 4. Juni 2025 Lee Jae-myung. Er gewann die Präsidentschaftswahl am 3. Juni 2025. Nach der Amtsenthebung des vorherigen Präsidenten Yoon im April 2025 musste laut südkoreanischer Verfassung innerhalb von 60 Tagen eine Neuwahl des Präsidenten stattfinden.

## Stellung
Laut der aktuellen Verfassung vom 29. Oktober 1987 ist der Präsident der Republik Korea der höchste Vertreter des Staates und vertritt diesen gegenüber dem Ausland. Er hat die Verantwortung und die Pflicht, die Unabhängigkeit, die territoriale Integrität, sowie die Kontinuität des Staates zu wahren. Zudem wacht er über die Verfassung.

## Kompetenzen und Aufgaben
Der Präsident nimmt eine relativ starke Stellung im politischen System der Republik Korea ein. Unter anderem ernennt und leitet er die Regierung und kann in bestimmten gesetzlich konkretisierten Bereichen Präsidialverordnungen erlassen, die zur Ausführung der Gesetze erforderlich sind. Außerdem ist er Oberbefehlshaber des Militärs.
Unter anderem hat der Präsident noch die folgenden Kompetenzen und Aufgaben:
- schließt und ratifiziert Verträge
- akkreditiert, empfängt oder entsendet Diplomaten
- verleiht Orden und sonstige Auszeichnungen
- kann in der Nationalversammlung erscheinen und Ansprachen halten sowie schriftliche Botschaften an sie richten
- kann wichtige politische Angelegenheiten der Außenpolitik, der nationalen Verteidigung, der Wiedereinigung sowie der Staatssicherheit zur Volksabstimmung vorlegen, wenn er es für erforderlich hält
- ernennt und entlässt die Beamten nach Maßgabe der Verfassung und der Gesetze
- kann Amnestie, Strafmilderung und Rehabilitation nach Maßgabe der Gesetze anordnen
- ist Vorsitzender des Staatsrates
- leitet die Sitzungen des Staatssicherheitsrates
- kann den Krieg erklären und Frieden schließen
- kann in Zeiten von Unruhen, Bedrohungen, Notständen oder Wirtschaftskrisen Verordnungen mit Gesetzescharakter erlassen, die aber später von der Nationalversammlung bestätigt werden müssen, um deren Wirkung aufrechtzuerhalten
- kann in Kriegszeiten, bei bewaffneten Konflikten oder der Bedrohung der öffentlichen Sicherheit den Kriegszustand erklären und muss dies der Nationalversammlung unverzüglich mitteilen
- hat die Pflicht die Wiedervereinigung des Vaterlandes anzustreben
- sämtliche seiner Rechtshandlungen hat er schriftlich zu verfassen und muss diese dem Premierminister und dem Ministerkabinett zur Gegenzeichnung vorlegen

## Wahl und Amtszeit
Der Präsident wird in allgemeiner, gleicher, direkter  und geheimer Wahl vom Volk gewählt. Die reguläre Amtszeit beträgt fünf Jahre. Eine Wiederwahl ist nicht möglich. Ein Nachfolger muss zwischen 40 und 70 Tagen vor dem Ende der Amtszeit des amtierenden Präsidenten gewählt werden.
Wählbar ist jeder Staatsbürger, der die Wählbarkeit für die Nationalversammlung besitzt und am Tag der Wahl mindestens das vierzigste Lebensjahr erreicht hat.
Als gewählt gilt der Kandidat, der die meisten Stimmen erhalten hat. Erhalten zwei oder mehr Kandidaten exakt die gleiche Anzahl an Stimmen, so müssen sich diese einem zweiten Wahlgang in einer öffentlichen Sitzung der Nationalversammlung stellen. Als gewählt gilt dann der Kandidat, der von den Abgeordneten der Nationalversammlung die meisten Stimmen erhalten hat.
Bei einer vorzeitigen Beendigung der regulären Amtszeit müssen Neuwahlen innerhalb von 60 Tagen stattfinden.

## Vereidigung
Vor Amtsantritt muss der gewählte Präsident den folgenden Eid leisten:

„Ich schwöre feierlich vor dem Volk, dass ich die Verfassung einhalte, den Staat  verteidige,  die  friedliche  Wiedervereinigung  des  Vaterlandes,  die  Freiheit  und  Wohlfahrt  des  Volkes  fördere  und  die  Volkskultur  zu  entwickeln bestrebt sein werde und auf diese Weise die Pflichten des Staatspräsidenten treu erfülle.“

## Immunität
Der Präsident genießt grundsätzlich während seiner gesamten Amtszeit Immunität vor Strafverfolgung. Einzige Ausnahmen bilden Verbrechen, die mit einem Aufruhr oder einem Staatsverrat zusammenhängen.

## Vakanz und Amtsunfähigkeit
Wird das Amt des Präsidenten vakant oder ist dieser nicht in der Lage seine Befugnisse und Pflichten wahrzunehmen, so übt der Premierminister oder das nach der gesetzlich festgelegten Reihenfolge ermittelte Mitglied des Staatsrates das Amt des Präsidenten vorübergehend aus.

## Unvereinbarkeit
Der Präsident kann nicht gleichzeitig das Amt des Premierministers, eines Mitgliedes des Staatsrates, des Leiters eines der Ministerien oder andere öffentliche oder private Ämter innehaben.

## Amtsinhaber
Bisher bekleideten dreizehn Personen das Amt des Präsidenten. Erster Amtsinhaber vom 20. Juli 1948 bis 3. Mai 1960 war Rhee Syng-man. Der bisher am längsten amtierende Präsident war Park Chung-hee, der sein Amt am 24. März 1962 antrat und am 26. Oktober 1979 im Amt ermordet wurde.

## Amtssitz
Das Blaue Haus in der Hauptstadt Seoul ist Amtssitz und offizielle Residenz des Präsidenten.